# 10月18日
10月18日是阳历一年中的第291天（闰年第292天），离全年的结束还有74天。

## 大事记

### 19世紀以前
- 1009年：位於今耶路撒冷舊城圍牆旁的基督教聖墓教堂遭到信奉伊斯蘭教的法蒂瑪王朝拆除。
- 1386年：由普法爾茨選侯國選帝侯魯普雷希特一世推動之海德堡大学建校，成為繼布拉格大學與維也納大學之後，於神聖羅馬帝國境內創設的第三所大學。
- 1561年：八幡原之戰：日本戰國時代甲斐國大名武田信玄與越後國大名上杉謙信於信濃川中島爆發的決戰，結果武田家保住善光寺以南的領地。
- 1685年：法国国王路易十四签署颁布《枫丹白露敕令》，廢除由胡格諾派國王亨利四世所頒布有關宗教寬容的《南特敕令》，將法國人的宗教信仰統一為天主教，因此開始取締胡格諾派信徒。
- 1748年：法國、英國、荷蘭和奧地利簽署《第二亞琛和約》，從而結束奧地利王位繼承戰爭。
- 1775年：美國獨立戰爭中英国皇家海军派遣部队為波士頓之圍進行報復行動，因而焚毁法尔茅斯（今緬因州波特兰）。

### 19世紀
- 1851年：美国作家赫尔曼·梅尔维尔的小说《白鲸记》以缩节本形式首次出版。
- 1860年：英法聯軍統帥詹姆斯·布魯斯下令部隊焚燒中國清朝大型皇家園林圓明園。
- 1867年：俄羅斯帝國因於克里米亞戰爭中被英國和法國聯軍擊敗，而擔心俄屬北美被英國奪走，從而以7,200,000美元的金額賣給美國，其成為世界土地交易史上面積最大的一筆交易。
- 1880年：美國阿拉斯加州礦業城市朱諾建城。

### 20世紀
- 1910年：中国首届全国运动会开幕。
- 1922年：覆为全英国提供广播服务的英国广播公司在伦敦正式成立。
- 1941年：东条英机就任第40任日本首相。
- 1944年：苏联红军进入波希米亞和摩拉維亞保護國及斯洛伐克共和國兩個纳粹德国傀儡國,進而攻打纳粹德国。
- 1945年：曾參與軍事政變而獲得領導權的阿根廷政治人物胡安·庇隆與著名女星伊娃·庇隆結婚。
- 1954年：美国德州仪器公司在印第安纳州印地安那波利斯正式推出首款晶体管收音机。
- 1968年：在墨西哥城舉行的夏季奧運會上，美國選手鲍勃·比蒙在跳遠項目中跳出8.90公尺的距離，創下了保持23年之久的世界紀錄。
- 1976年：華裔美籍科学家丁肇中及美國科学家伯頓·里克特因「在發現新的重基本粒子方面的開創性工作」,而榮获诺贝尔物理学奖。
- 1976年：中共中央印发《关于王洪文、张春桥、江青、姚文元反党集团事件的通知》，要求向全体党员传达毛泽东批评四人帮一系列指示，说明党中央同四人帮斗争之经過、以及对四人帮实行隔离审查的原因，指导开展“揭发批判四人帮运动”。
- 1977年：美國海軍艾森豪號航空母艦开始服役，取代在二戰時代就已建造的老航艦羅斯福號航空母艦。
- 1977年：德國聯邦警察第九國境守備隊在摩加迪沙突擊解救漢莎航空181號班機劫機事件中的人質。
- 1980年：澳門解款車劫案。
- 1991年：在蘇聯即將解體之際，亞塞拜然蘇維埃社會主義共和國依照先前最高理事会決議脫離蘇聯並宣布正式獨立，改國號為亞塞拜然共和國。
- 1992年：香港中環永安街一座戰前舊樓全座倒塌。
- 1993年：波蘭農民黨主席瓦尔德马·帕夫拉克出任波蘭總理。

### 21世紀
- 2003年：兄弟象在中華職棒14年總冠軍賽擊敗興農牛，獲得年度總冠軍，締造隊史第二次三連霸。
- 2007年：Youtube正式在台灣上線。
- 2012年：Lamigo桃猿在中華職棒23年總冠軍賽擊敗統一7-ELEVEn獅，獲得年度總冠軍，並將代表中華職棒參加在韓國釜山展開的第六屆亞洲職棒大賽。
- 2015年：Windows 8主流支援到期。

## 出生
- 1127年：後白河天皇，日本第77代天皇（1192年逝世）
- 1405年：教宗庇護二世，人文主義者、詩人、歷史學家（1464年逝世）
- 1547年：尤斯图斯·利普修斯，南尼德蘭語文學家、人文主義者、新斯多噶主義運動開創者（1606年逝世）
- 1634年：盧卡·焦爾达諾，意大利画家（1705年逝世）
- 1663年：歐根親王，神聖羅馬帝國元帥（1736年逝世）
- 1668年：約翰·格奧爾格四世，薩克森公爵、選帝侯（1694年逝世）
- 1697年：加纳莱托，義大利畫家（1768年逝世）
- 1741年：皮埃爾·肖代洛·德拉克洛，法國小說家、軍官（1803年逝世）
- 1777年：海因里希·馮·克莱斯特，德國詩人、戲劇家、小說家（1811年逝世）
- 1804年：拉玛四世，泰國曼谷王朝國王（1868年逝世）
- 1831年：腓特烈三世，德意志皇帝兼普鲁士國王，在位99天，被稱為「百日皇帝」（1888年逝世）
- 1836年：楠瀨喜多，日本婦女運動家（1920年逝世）
- 1854年：卡爾·考茨基，捷克、奧地利哲學家、記者、馬克思主義者（1938年逝世）
- 1857年：劉鶚，中國清代作家（1909年逝世）
- 1859年：亨利·柏格森，法國哲学家，1927年諾貝爾文學獎得主（1941年逝世）
- 1870年：鈴木大拙，日本禪學教授，有「世界禪者」之譽（1966年逝世）
- 1891年：陶行知，中國教育家（1946年逝世）
- 1894年：提波爾·戴瑞，匈牙利猶太作家，被稱為「他那時代最偉大的人性描繪者」（1977年逝世）
- 1895年：吉鸿昌，中國抗日戰争名将（1934年逝世）
- 1895年：約翰·迪芬貝克，加拿大政治人物，前任加拿大總理（1979年逝世）
- 1898年：羅特·蓮娜，奧地利裔美國演員、歌手（1981年逝世）
- 1902年：帕斯庫爾·約当，德國理論、數學物理學家（1980年逝世）
- 1905年：楊逵，台灣著名小說家（1985年逝世）
- 1905年：费利克斯·乌弗埃-博瓦尼，象牙海岸第一任總統（1993年逝世）
- 1918年：康斯坦蒂诺斯·米佐塔基斯，希臘總理（2017年逝世）
- 1919年：皮埃爾·特魯多，第19任及第21任加拿大總理（2000年逝世）
- 1920年：梅利纳·梅尔库里，希臘女演員、歌手、政治人物（1994年逝世）
- 1922年：尹文英，中國昆蟲學家（2023年逝世）
- 1925年：拉米兹·阿利雅，阿爾巴尼亞政治人物，首任阿爾巴尼亞總統（2011年逝世）
- 1926年：克勞斯·金斯基，德國演員（1991年逝世）
- 1926年：申相玉，韓國導演、製片人（2006年逝世）
- 1926年：查克·貝里，美國搖滾歌手、創作人、吉他演奏家（2017年逝世）
- 1929年：比奥莱塔·查莫羅，尼加拉瓜政治人物，前任尼加拉瓜總統，拉美第一位女性國家領導人（2025年逝世）
- 1939年：李·哈維·奧斯瓦爾德，美國海軍陸戰隊隊員，被認為是甘迺迪遇刺案主兇（1963年逝世）
- 1939年：約瑟夫·切爾尼，捷克男子冰球運動員（2025年逝世）
- 1941年：羅石青，香港演員（1992年逝世）
- 1944年：內爾森·弗萊雷，巴西鋼琴家（2021年逝世）
- 1945年：若本規夫，日本男性聲優
- 1946年：霍华德·肖，加拿大作曲家、指揮家、音樂製作人
- 1947年：劳拉·尼罗，美國歌手、詞曲作者、鋼琴演奏家、吉他手、藝術家（1997年逝世）
- 1950年：郭台銘，中華民國企業家，鴻海創辦人，台灣首富
- 1951年：張家生，中華民國空軍少將
- 1952年：查克·洛尔，美國作家、製片人、導演、編劇
- 1955年：乡裕美，日本歌手
- 1956年：瑪蒂娜·納芙拉蒂洛娃，美國職業網球運動員
- 1957年：孔文吉，台灣政治人物，代表中國國民黨任職立法委員
- 1957年：加里·根斯勒，美國政府官員、前高盛投資銀行家，現任美國證券交易委員會主席
- 1958年：詹樂霞，美國律師、活動家、政治家
- 1959年：毛里西奧·富內斯，薩爾瓦多政治人物，第65任薩爾瓦多總統（2025年逝世）
- 1960年：，比利时男演員、武術家、編劇、製片人、導演
- 1961年：溫頓·馬沙利斯，美國小號手、音樂教育家
- 1962年：敏哥奈，緬甸異議人士、民主活動家
- 1962年：胡志偉，香港政界人物
- 1964年：查尔斯·斯特罗斯，英國科幻小說家
- 1965年：何篤霖，台灣藝人、歌手、主持人
- 1965年：葉偉明，香港政界人物
- 1966年：谷口悟朗，日本動畫導演
- 1968年：米夏埃尔·施蒂希，德國職業網球男子運動員
- 1972年：蜷川實花，日本攝影師、導演
- 1972年：朴浩山，韓國男演員
- 1972年：小詹姆斯·斯特羅姆·瑟蒙德，美國政治人物
- 1972年：卡爾·內哈默，奧地利政治人物，第29任奧地利總理
- 1973年：詹姆斯·福利，美國記者（2014年逝世）
- 1974年：盧巧音，香港創作歌手
- 1974年：周迅，中國演員、歌手
- 1975年：孔令輝，中國男子桌球運動員
- 1978年：秀蘭瑪雅，台灣歌手
- 1978年：白石稔，日本男性聲優
- 1978年：邁克·廷德爾，英國職業橄欖球運動員
- 1979年：吳克群，台灣創作歌手、演員、主持人
- 1979年：尼歐，美國創作型歌手、唱片製作人、演員
- 1980年：桐華，中國女作家
- 1981年：戚黛黛，香港女藝人
- 1984年：李綺雯，香港演員
- 1984年：洪申翰，臺灣政治人物
- 1984年：，印度女演員、時裝模特兒，《貧民百萬富翁》女主角
- 1984年：林赛·沃恩，美國女子高山滑雪運動員
- 1985年：野水伊織，日本女性聲優
- 1985年：王传君，中國男演員
- 1986年：賴恩慈，香港導演
- 1987年：黎美言，香港女子組合HotCha成員
- 1987年：，美國電影演員
- 1987年：費嘉·貝哈·艾利森，丹麥超級名模
- 1988年：伊東健人，日本男性聲優
- 1989年：仲里依紗，日本女演員
- 1990年：布里特妮·格里纳，美國職業籃球運動員
- 1990年：山田裕貴，日本男演員
- 1991年：Mafumafu，日本男歌手
- 1992年：貝瑞·柯根，愛爾蘭男演員
- 1993年：陳都靈，中國女演員
- 1994年：能條愛未，日本女子偶像團體乃木坂46成員
- 1995年：楊蕎安，台灣女演員
- 1995年：浦和希，日本男性聲優
- 1995年：皮拉瓦·山坡提拉，泰國男演員、歌手、主持人
- 1998年：杉野正堯，日本男子競技體操運動員
- 1998年：瑪麗亞·荷西·帕拉西奧斯，厄瓜多女子拳擊運動員
- 2004年：福田真琳，日本女子偶像團體Tsubaki Factory成員

## 逝世
- 707年：教宗若望七世，羅馬主教（650年出生）
- 1462年：含山公主，明朝公主（1381年出生）
- 1561年：武田信繁，日本戰國時代武田氏的武將（1525年出生）
- 1865年：亨利·約翰·坦普爾，英国外交大臣和英國首相（1784年出生）
- 1866年：菲利普·弗朗茨·冯·西博尔德，德國醫生、植物學家（1796年出生）
- 1871年：查尔斯·巴贝奇，英国数学家，可编程计算机先驱（1791年出生）
- 1893年：夏尔·古诺，法國作曲家（1818年出生）
- 1894年：威廉·F·雷諾茲，美國工程師、探險家（1820年出生）
- 1920年：楠瀨喜多，日本婦女運動家（1836年出生）
- 1921年：路德維希三世，巴伐利亚末代國王（1845年出生）
- 1931年：托马斯·爱迪生，美国发明家、企业家（1847年出生）
- 1934年：弗朗索瓦·貢內西亞特，法國天文學家（1856年出生）
- 1976年：潘德明，中國旅行家（1908年出生）
- 1982年：貝絲·杜魯門，美國第一夫人（1885年出生）
- 1984年：亨利·米肖，法國詩人、畫家（1899年出生）
- 1995年：阿德爾伯特·沃爾德倫，美國陸軍狙擊手（1933年出生）
- 2002年：羅文，香港歌手（1950年出生）
- 2008年：謝晉，中國電影導演（1923年出生）
- 2014年：沙博理，猶太裔中國人，翻译家（1915年出生）
- 2017年：陈冠明，中國自行车运动爱好者（1956年出生）
- 2020年：津野米咲，日本詞曲作家、吉他手（1991年出生）
- 2021年：雅諾什·科爾奈，匈牙利經濟學家（1928年出生）
- 2021年：柯林·鮑爾，美國軍人，第65任美國國務卿（1937年出生）
- 2021年：艾迪塔·葛貝洛娃，斯洛伐克花腔女高音歌劇唱家（1946年出生）
- 2022年：奧勒·埃勒夫塞特，挪威男子越野滑雪運動員（1939年出生）
- 2022年：馬志玲，台灣商人、企業家，元大集團創辦人（1940年出生）
- 2024年：李來發，臺灣職業棒球運動員、教練（1956年出生）

## 节假日和习俗
- 世界更年期日[1]
- 天主教：路加慶節
- ：獨立日
- 美国阿拉斯加州：阿拉斯加日（英语：Alaska Day）